# Soul Survivor II
Soul Survivor II è il secondo album solista dell'artista hip hop statunitense Pete Rock, pubblicato nel 2004.
| Recensione      | Giudizio |
| --------------- | -------- |
| AllMusic        | [ 1 ]    |
| HipHopDX        | [ 2 ]    |
| Q               | [ 3 ]    |
| Rolling Stone   | [ 4 ]    |
| Stylus Magazine | C+       |
| Vibe            | [ 6 ]    |

## Tracce
| #  | Titolo              | Feat.                  |
| -- | ------------------- | ---------------------- |
| 1  | "Truth Is"          | Black Ice              |
| 2  | "We Good"           | Kardinal Offishall     |
| 3  | "Just Do It"        | Pharoahe Monch         |
| 4  | "Give It To Ya"     | Little Brother         |
| 5  | "It's The Postaboy" | Postaboy               |
| 6  | "It's A Love Thing" | CL Smooth, Denosh      |
| 7  | "One MC, One DJ"    | Skillz                 |
| 8  | "Beef"              | Krumbsnatcha           |
| 9  | "No Tears"          | Leela James            |
| 10 | "Head Rush"         | RZA, GZA               |
| 11 | "Fly Till I Die"    | Talib Kweli, CL Smooth |
| 12 | "Warzone"           | Dead Prez              |
| 13 | "Da Villa"          | Slum Village           |
| 14 | "Niggaz Know"       | J Dilla                |
| 15 | "Appreciate"        | CL Smooth              |

## Classifiche
| Classifica (2004)         | Posizione massima |
| ------------------------- | ----------------- |
| Stati Uniti               | 155               |
| US Top R&B/Hip-Hop Albums | 27                |
| US Independent Albums     | 9                 |